# Orden de Dobrin

Emblema de la Orden de Dobrin (Dobrzyń)

La Orden de los Caballeros de Dobrin fue fundada en 1222 por el arzobispo de Prusia y el duque Conrado I de Mazovia, recibiendo su nombre del castillo que acogió a sus primeros miembros. 

## Historia
Muy apoyada por la Orden del Císter, de la que tomó su regla y en la que se basó para dotarse de una estructura jerárquica, no pasó nunca de tener un modesto potencial militar (en su momento de más esplendor, no más de unos 35 cruzados). Sus primeros caballeros fueron entrenados por monjes-guerreros de la Orden de Calatrava, que marcharon desde la lejana Castilla hasta las remotas tierras de las marcas polacas, pero su pequeño tamaño la hizo muy vulnerable, pues apenas podía reponer las pérdidas sufridas en sus luchas con los paganos bálticos y al igual que sucedió con los Hermanos Livonios de la Espada fue finalmente absorbida, en 1240, por la Orden Teutónica.